# Man lebt nur einmal!
Man lebt nur einmal! (prononcé en allemand : [man ˈleːpt nuːɐ̯ ˈʔaɪnmaːl], On ne vit qu'une fois !) est une valse de Johann Strauss II composée en 1855. La pièce est annotée im Ländlerstyle, dans le même style que le landler, une danse folklorique autrichienne. Le titre est une citation de la pièce de 1774 Clavigo écrite par Johann Wolfgang von Goethe. Ce titre a suscité la polémique à l'époque car Vienne se remettait à peine d'une terrible épidémie de choléra. Néanmoins, cette valse fut bien reçue et le succès durable, même dans son arrangement simple pour un quintette composé de deux violons, un alto, un violoncelle et une contrebasse.